# Anabate à croupion roux
Neophilydor erythrocercum
Espèce
Répartition géographique
Statut de conservation UICN

 LC  : Préoccupation mineure
L’Anabate à croupion roux (Neophilydor erythrocercum) est une espèce de passereaux de la famille des Furnariidae.

## Répartition et sous-espèces
Selon la classification de référence du Congrès ornithologique international (15.1, 2025) il se répartit en cinq sous-espèces (ordre phylogénique) :
- N. e. subfulvum Sclater, 1862 — sud-est de la Colombie, est de l'Équateur et nord du Pérou ;
- N. e. ochrogaster Hellmayr, 1917 — Pérou et Bolivie ;
- N. e. lyra Cherrie, 1916 — au sud de l'Amazone ;
- N. e. suboles Todd, 1948 — sud-est de la Colombie et nord-ouest du Brésil
- N. e. erythrocercum (Pelzeln, 1859) — du plateau des Guyanes à l'Amazone et l'île de Marajo.

## Classification
Le nom valide complet (avec auteur) de ce taxon est Philydor erythrocercum (Pelzeln, 1859).
L'espèce a été initialement classée dans le genre Anabates sous le protonyme Anabates erythrocercus Pelzeln, 1859.
Ce taxon porte en français les noms vernaculaires ou normalisés suivants : Anabate à croupion roux,.
Philydor erythrocercum a pour synonyme :
- Anabates erythrocercus Pelzeln, 1859